# マドンナ・デル・オルモの戦い
マドンナ・デル・オルモの戦い（マドンナ・デル・オルモのたたかい、イタリア語: Battaglia di Madonna dell'Olmo）、またはクーネオの戦い（クーネオのたたかい、イタリア語: Battaglia di Cuneo）は、オーストリア継承戦争中の1744年9月30日、クーネオ近郊にて行われた戦闘。戦闘はスペイン王国とフランス王国軍がサルデーニャ王国軍に勝利した結果となったが、戦況を大きく変えることはなかった。

## 背景

### フランスとスペインの政策
クーネオの戦いは1744年中期においてフランスとスペインの政策の相違によってもたらされた。すなわち、スペインはイタリア海岸に沿って進軍し、ジェノヴァを通過してパルマあたりを占領したかった。これはスペイン王フェリペ5世と王妃エリザベッタ・ファルネーゼが息子フェリペ王子のための領地を欲したためであった。一方、フランスはサルデーニャ王国を屈服させてオーストリアとの同盟から離脱させるか、あわよくば戦争からも離脱させようとした。フランス軍の指揮官コンティ公ルイ・フランソワ1世はスペインの戦争計画が不安定で採用できないと考え、一方エリザベッタは自らの目的がブルボン家の連合軍にとって最も重要であると考えて反対意見を容れようとしなかった。結局両者は妥協してまずサルデーニャを屈服させてからロンバルディアへ進軍してフェリペ王子のための領地を確保するとした。

### クーネオへの進軍
ピエモンテへの侵攻計画はフランスの山岳戦専門家であるピエール＝ジョゼフ・ブルセによって立てられた。ピエモンテに侵攻する軍にとって、一番の問題は山道を越えることにあった。たとえ少数の守備軍でも進軍を阻止することができたのである。ブルセの考えは、3万3千対2万5千という優勢では侵攻軍を数手に分けて進軍することが最も効果的である、というものだった。後世が浸透戦術と呼ぶこの戦術では、サルデーニャ軍を容易に包囲することができ、最も予想されない場所から攻撃できる。そして、前線全体に圧力をかけることによって、サルデーニャ軍の守備はどこかで破綻をきたし、そこで軍を合流させて一気に突破できる。
この考えを目頭に置き、フランスとスペインの連合軍は6月にドーフィネ地域で集結、続いてブリアンソンとサン＝テティエンヌの間の前線に進んだ。7月5日、連合軍は9個縦隊に分けて出発、ピエモンテの中心地へと向かった。コンティ公とラ・ミナ侯は口論したが、初期ではいくつかの勝利を得た。連合軍はストゥーラ・ディ・デルモンテ川まで進むと、広さ6メートルの隘路に直面した。ブルセの助言に従い、隘路の南北に位置する部隊は山を進んでサルデーニャ軍の後ろまで進み、サルデーニャ軍も罠にはまることを避けるべく戦闘せずに撤退した。そして、今度も指導に従い、連合軍はストゥーラ河畔に集中してサルデーニャ軍の守備の綻びを利用しようとした。
連合軍は7月19日にはカステルデルフィーノの戦いで勝利、さらにクーネオまでの最後の要地であるデモンテが8月17日にコンティ公に降伏した。

## クーネオの包囲

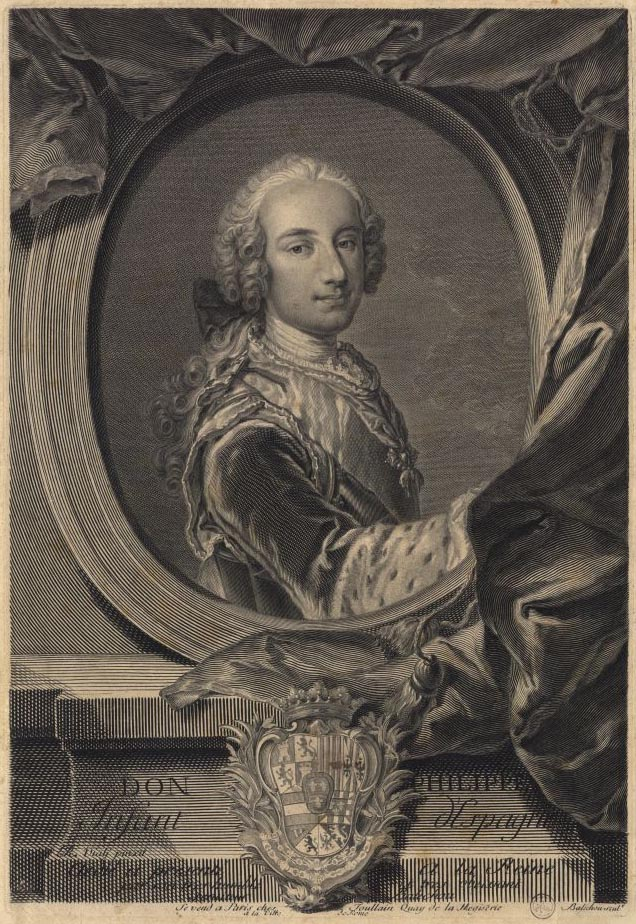
フェリペ王子の肖像画、ルイ・ルネ・ヴィアリ作、1740年。

プロイセン王フリードリヒ2世がボヘミアに進軍していたため、サルデーニャ王カルロ・エマヌエーレ3世はクーネオ守備軍の大半を自領から出さなければならなかった。そのため、彼は自軍2万5千をサルッツォに待機させた。クーネオ駐留軍の指揮にはカンポサントの戦いで活躍したカール・ジークムント・フリードリヒ・ヴィルヘルム・ロイトゥルム・フォン・エルティンゲン将軍を任命、また民兵隊を召集してゲリラ活動にあたらせた。
クーネオの包囲は9月12日から13日にかけての夜にはじまった。コンティ公の計画では軍を三手に分け、1つを包囲に、1つをカルロ・エマヌエーレ3世の軍勢への対抗に、さらにもう1つを巡邏に使った。ロイトゥルムは大砲が敵塹壕に照準しやすいよう照明を使ったり、突撃隊をたびたび出したりしたが、それでも28日にはコンティ公の軍勢が要塞に迫ってきた。カルロ・エマヌエーレ3世はここで行動を決めた。

## カルロ・エマヌエーレ3世の計画
カルロ・エマヌエーレ3世は数的に劣勢である以上、クーネオを救うには大胆な計画が必要であると考えた。彼は自軍の目的を5つ考えた：
1. フランス＝スペイン連合軍との会戦。
2. クーネオへ補給を送り、負傷者を運び出す。
3. クーネオの周りにある連合軍の前哨地を攻撃する。
4. ロイトゥルムは突撃部隊を率いてゲッソ川（フランス語版）東岸にある攻城堡塁を破壊する。
5. 民兵隊はストゥーラ川付近の連合軍との連絡線を破壊する。

この計画の利点は、1つ目の目的によりコンティ公とラ・ミナ侯がサルデーニャ本軍に気を取られ、ほかの4つの目的に気づかない限り、カルロ・エマヌエーレ3世は会戦に勝つ必要性がないことにあった。これら4目的が達成されれば、冬が近づいたこともあり、フランスとスペイン軍はやがてフランスへの撤収を余儀なくされる。カルロ・エマヌエーレ3世は時間を稼ごうとしたのだった。

## 戦闘
9月末、カルロ・エマヌエーレ3世は自軍をサルッツォからクーネオに進ませ、同時にコンティ公も自軍を前進させた。コンティ公は9月29日の日没にはカラーリオとマドンナ・デル・オルモの間に陣地を構え、一方翌朝にはカルロ・エマヌエーレ3世が自軍をコンティ公と対面させた。
戦闘は正午頃、サルデーニャ軍がオーストリアから借りてきたクロアチア騎兵がマドンナ・デル・オルモに向けて突撃したことで始まった。しかし、クロアチア騎兵の突撃は撃退され、サルデーニャ軍の擲弾兵でも突破できなかった。逆側のフランス軍も溝やバリケードでうまく進めなかった。しかし、コンティ公は砲兵を使って歩兵攻撃の援護とした。中央部では一進一退を繰り返し、やがてカルロ・エマヌエーレ3世はマドンナ・デル・オルモの占領が不可能であると考えて撤退を命じた。戦闘は夜には終わった。
サルデーニャ軍2万5千のうち、死傷者は4,400人であり、一方連合軍の損害は2,700人とより少ない上、コンティ公はまだ軍勢を温存していた。

## その後
連合軍はたしかに勝利したが、その夜にはカルロ・エマヌエーレ3世の計画がほぼ成功を収めたことがわかった。クーネオ近くのフランス＝スペイン連合軍前哨地は無傷であったが、攻城堡塁は破壊され、駐留軍は補給と増援を受け、コンティ公は連絡を切断された。さらに、10月1日に雨が降って塹壕が浸水し、道路が破壊された。10月11日、連合軍は参謀会議を開き、冬が近づいたことと包囲戦が終わりそうもないことにより、撤退が決定された。連合軍は11月19日までにアルプス山脈を越えて撤退、翌20日には雪が降り始めた。